# Ernest Aberlenc
Pour les articles homonymes, voir Aberlenc.
L'abbé (Jean) Ernest Aberlenc (Saint-Julien-de-Valgalgues, 11 septembre 1847 - Valliguières, 30 juin 1930) est un poète cévenol de langue occitane.

## Biographie
Il nait à Saint-Julien-de-Valgalgues (actuelle commune de Saint-Julien-les-Rosiers), dans le Gard, et meurt à Valliguières, dans ce même département.
En 1871, il est ordonné prêtre pour le diocèse de Nîmes. Desservant la paroisse de Blauzac, il mélangera du reste sa vocation sacerdotale avec la pratique de l'occitan puisque, d'une part, il prônera le prêche en langue régionale afin de reconquérir les foules, et d'autre part, il s'élèvera, au sein du félibrige, contre la condamnation de la croisade albigeoise.
Sur le plan littéraire, il devient en 1873 lauréat de la société arch. littéraire de Béziers, et adhère au Félibrige. On l'a inévitablement comparé au marquis Gustave de La Fare Alais, car il écrit comme lui dans le parler Cévenol. Il n'en a pas pour autant adopté la graphie, puisque dans sur ce sujet passionné, il optera pour la graphie des Félibres languedociens.
Il collabore par ailleurs à l'Armagna Cevenou, l'Armana de Lengadò (avec Las arenos de Nimes, 1876) et l'Armana Provençau (avec Lou canounge mancat, 1885). Il publie dans Lou Cacho-fiò 1881 : Flou dau cièl et dans Lou Cacho-fiò 1882 : Lou capelan.

## Œuvres
Trois de ces œuvres ont été publiées. Il s'agit de
- (oc) Ernest Aberlenc, L'Auboï de Calendo : cantic cevenòl, Alès, Impr. Notre-Dame, 1882, 34 p. (OCLC 742903390, BNF 30000980)
- (oc) Ernest Aberlenc, Lous Gardous : pouëme cevenou, Alès, Impr. J. Martin, 1888, 8 p. (OCLC 743164871)
- (oc) Ernest Aberlenc, Cendras : pouesio Langodouciano. Dialeito d'Alès, ourtougrafo das Felibres, Alès, Impr. J. Martin, 1892, 12 p. (OCLC 743089055)
- (oc) Ernest Aberlenc, Las Cevenolos : Pouesios Lengadoucianos, Avignon, J. Roumanille, 1893, 434 p. (OCLC 489841815, BNF 30000981), un long recueil de poèmes (qui reprend d'ailleurs en son sein la précédente publication), et dont l'abbé Aberlenc aurait rédigé un 2° tome manuscrit, non publié.
- Lou Revièure de la Lengo prouvençalo, article (OCLC 742881013)

De façon plus anecdotique, il s'est également essayé à la poésie française.

## Las Cevenolos, Pouesios Lengadoucianos
L'œuvre Las Cevenolos (en ligne chez Occitanica), se décompose en 7 parties principales :
- Une introduction (dont une dédicace et une préface, en vers occitans)
- Libre I : Brouts de Lauriè (Jeunes pousses de Laurier, 9 poèmes ayant reçu un prix)
  - Odo a l'amiral de Brueys, qu'a son estatuo en Uzès (Pouesia qu'a gagnat lou premiè pres à Marselho e en Uzès)
  - La Renaissanço de la lengo neo-roumano  (Pouesia qu'a gagnat à Beziès, lou rampan d'oulivié en argent, premiè pres 1874)
  - Gramecis à la vilo de Beziès (per son rampan d'ouliviè en argent, 1874)
  - Las Arenos de Nime (Pouesia qu'a gagnat lou rampan d'oulivié en argent, premiè pres à Beziès 1875)
  - Lou Filousserà (Pouesia qu'a gagnat un premiè pres au Vigan, 1891)
  - La Lapino (Premiè pres au concours d'Uzès, 1892)
  - Sigaloun (Premiè pres au concours d'Uzès, 1892)
  - L'Eraut (Medalho d'argent à Mount-peliè)
  - La Roundo fantastico (Medalho de brounzo à Beziès, 1873)
- Libre II : Envancs e pantais (Envols et rêves).
  - Lous dous Gardous
  - Odo au general de Charette
  - Cendras
  - Lous Adieussias d'un curat
  - La pichoto campano
  - Galeisou
  - La Roso
  - La Renaissenço (Au valent felibre A. Arnavièllo)
  - Uzès
  - Lou Vigan
- Libre III : Flous d'autà (Fleurs d'autel)
  - Flou dau cièl
  - Sursum corda
  - Lou mes de Mai
  - Sacris solemnis
  - Ave, Maria stella
  - Cantico à N.-D. de Laval
  - Lou capelan
  - La crous de Cendras
  - A Nosto Dame de las minos
  - Vèrs, escrichs sus la paret de moun jardi
- Libre IV : Lous cacalas (Éclats de rire)
  - Lou canounge mancat
  - La fièro de Sant-Alàri
  - Uno Roussounado
  - L'Ibrougno
  - Coumpliment à 'n amic par sa festo (24 de jun)
  - Bouquet de festo à 'n amic par sa festo (24 de jun)
  - Grabieu
  - Dialodo das morts (Ragot, souldat Francés, e Titus, souldat Rouman)
  - Prepaus d'ibrougno
  - Tournà sant Jan (A moussu l'abat Chanà, en Uzès)
  - Lou counselhè
  - Letro à moussu l'abat Channà, à Beucaire
  - Vièl sermoun
  - Lou Pegot
- Libre V : Menudalho (Menu Fretin ou Menues choses)
  - A Pau Félis, autou de las Fados en Cevenos
  - Au felibre Albert Arnavièllo
  - Letro à moussu l'abat C.B. que m'envitavo end'uno de sas fèstos 
  - Mandadis à moussu l'abat C. Malignoun
  - A moussu lou decan H.F.
  - A moussu l'abat E.C.
  - La viòuleto
  - Quatrin
  - Janviè
  - Cansou cevenolo
  - Cansou raiolo
  - Quatrin
  - Lou divorço
  - Paure Simoun
  - A l'abat J. Bessou (autou dau pouèmo : Dal bres à la tòumbo)
  - Brinde au R.P. Saviè de Fourvièiro
  - Coumpliment à Madamo J. Marti per la fèsto de sus 80 ans
  - Au Papo Leoun XIII
  - La jouncho acabado
- Un glossaire, constitué des termes cévenols les moins connus.

## Pour approfondir